# 願成寺 (東金市)
願成寺（がんじょうじ）は、千葉県東金市松之郷字願成地にある顕本法華宗の寺院である。
山号は同夢山（どうむざん）。寺号が正式には願成就寺（がんじょうじゅじ）であり、鎌倉幕府初代執権で源頼朝の正室・北条政子の父 北条時政の墓所のある伊豆韮山・願成就院に因み號された。
詳名を「顕本法華宗 同夢山 願成就寺」と称する。乗師寮法縁。
（※元来、巌師寮法縁であったが、乗師寮と巌師寮が合併した際に乗師寮法縁となった。）
現在、本尊は宗祖日蓮尊定の「大曼陀羅」（一塔二尊四師）である。
創建は弘安3年（1280年）と言われ、開基（創立者）は北条久時、開山は榮眞と言われている。
また、創建年については諸説有り、境内より出土の瓦に鎌倉期の前半のものや、鎌倉期後半 - 南北朝時代前半のものが見られること等から、創建年は遡る可能性があり、今後の調査が待たれる。

## 歴史

### 草創
赤橋流北条氏初代の北条長時が建長元年（1249年）に總州（上總・下總）の守護に任ぜられ、久我台城を築城した。
その後、北条久時が同じく總州守護に任ぜられた際、弘安3年（1280年）に久我台城の表鬼門の鎮護として、北条久時を開基として創建されたのが当寺であると伝わる。
鎌倉・極楽寺の開山は、叡尊の弟子であり日蓮との祈雨対決で有名な良観房忍性である。
叡尊のもとで勉学に励んだ忍性は、建長四年（1252年）関東に下向し、常州清涼寺（三村山極楽寺）を中心に精力的な布教活動を行った。
西大寺の叡尊が入滅した正應3年（1290年）の『西大寺興正菩薩御入滅之記』に記載がある。
興正菩薩（叡尊）が亡くなった翌日、鎌倉の極楽寺にいた良観房忍性は飛脚より知らせを受け、悲嘆にくれる間もなく仏事に必要な用意に取り掛かる。さらに東国各地の律宗布教の拠点にいる叡尊の弟子たちの名前が続く。常州清涼寺（三村山極楽寺）長老頼玄、相州浄福寺慈照、駿州霊山寺成真と並び、總州願成寺長老榮眞（えいしん）らの名がある。
相州鎌倉・極楽寺の初代長老忍性亡き後、總州 願成寺より二代長老として榮眞が極楽寺に入寺したという記録が、極楽寺の古文書に今も残る。
また、当時の総本山、奈良・西大寺の古文書にも同様の記録が残る事から、總州内でもかなり有力な寺院であった事が伺われる。

### 中興
創建当初より浄土、真言律、天台、曹洞、臨済と色々な宗派が混在する、四宗兼学の寺院であったが、大永元年（1521年）当時の土気城主・酒井定隆の行ったとされる宗教政策により、真言律宗から日蓮宗に改宗し、その後顕本法華宗となった「上総七里法華」の寺院。
現在の総本山は京都・妙満寺である。
鎌倉期より七堂伽藍の大寺院であった、周辺の字名である願成寺（現：願成地）一帯が創建時の境内と考えられ、土地宝典にも隣接する字「願前（がんまえ）」などが残る。同じく隣接する字「鹿ヶ谷(しかがやつ)」は元の名を「鹿見塚(ししみづか)」と言、鎌倉・浄光明寺に寺領が寄進されたという資料が、浄光明寺に今も残る。「谷」と書いて「やつ」と読むのは鎌倉と松之郷に共通している。松之郷区に隣接する道庭区の「道庭(どうにわ)」は元々「堂庭」の記載が江戸時代の古地図にも見られ、広大な寺域を誇っていた事が窺える。

## 所在地・交通手段
- 住所 - 千葉県東金市松之郷字願成地480-1
- 交通（電車） - JR東日本東金駅下車、徒歩約45分
- 交通（車）- 千葉東金有料道路 東金インター降りて約15分
- 交通（バス1）- ちばフラワーバス・シーサイドライナー 浜松町・東京駅（八重洲口・京成バス1番乗り場） - 東金・成東 成東車庫行 公平農協下車、徒歩約12分
- 交通（バス2）- ちばフラワーバス・フラワーライナー JR千葉駅（東口バスターミナル10番乗り場） - 千葉 - 東金・成東 成東車庫行 公平農協下車、徒歩約12分
- 拝観 - 9:00-17:00、無料